# حقبة البي جي

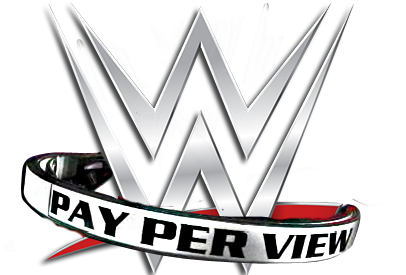
شعار أتحاد WWE الذي أستخدم منذ انتقالهم إلى تصنيف TV-PG في عام 2008

حقبة البي جي هي فترة من المصارعة المحترفة داخل الاتحاد العالمي الترفيهي للمصارعة المعروف بأسم (دبليو دبليو أي)، التي بدأت في 22 يوليو 2008 بعد أن تلقت برامجها تصنيف TV-PG من إرشادات الوالدين على التلفزيون. يعتبر دبليو دبليو أي أن هذه الحقبة قد انتهت في عام 2013، لكن بعض المصادر تصف كل شيء منذ عام 2008 بأنه جزء من حقبة البي جي لأن معظم برامج الدبليو دبليو أي لا تزال بنظام TV-PG. تلقت هذه الحقبة الكثير من الانتقادات من المعجبين بسبب العنف المخفف والبرنامج والشخصيات المحبوبة التي تقترب من كونها شخصيات كرتونية، ولكن تم الإشادة به أيضًا باعتباره قرارًا تجاريًا حكيمًا لأنه جعل الترويج أكثر جاذبية لرعاة الشركات.

## الخلفية

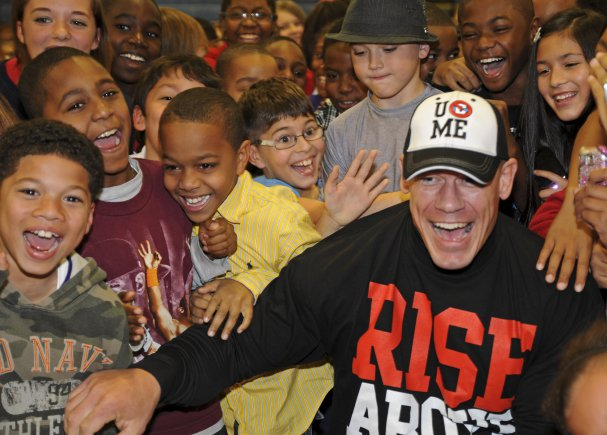
جون سينا (الذي يظهر هنا مع المعجبين الأطفال) وجه الشركة في عام 2008، على الرغم من عدم شعبيته لدى بعض المعجبين في هذا الوقت

صرح مالك اتحاد دبليو دبليو أي ومُروج المصارعة الشهير فينس مكمان أن حقبة الأتيود في التسعينيات وأوائل العقد الأول من القرن الحادي والعشرين كان نتيجة منافسة اتحاد بطولة العالم للمصارعة (دبليو سي دبليو) ونتيجة ذلك أُجبرت الشركة على المضي قُدماً في «القيام بأمور أكثر تحرراً والخروج عن المألوف». بسبب سقوط أتحاد دبليو سي دبليو في عام 2001، يقول مكمان إنهم «ليسوا مضطرين» لجذب المشاهدين بنفس الطريقة التي كانوا يعملون بها وأنهم خلال حقبة البي جي أصبحوا يعاملون بشكل «أكثر رقياً في المعاملة مع الجمهور»، يمكن لـدبليو دبليو أي «منح الجمهور ما يريده في أكثر طريقة متطورة». يقول الاتحاد أن الانتقال إلى حقبة البي جي بمثابة قطع و «إعادة للحدود» التي كانت خلال فترة حقبة الأتيود و «إيذانا بعصر جديد من رواية القصص المصقولة والمقنعة». حيث أصبح جون سينا وجه الشركة خلال هذا الوقت، على الرغم من استقباله المختلط من الجمهور.
بينما بدء الاتحاد يتحرك ببطء نحو نسق أكثر ملاءمة للأسرة بشكل أكبر تدريجياً، حيث ذكرت مجلة فايس نيوز أن هذا قد تم تسريعه بعد جريمة كريس بينوا وانتحاره في عام 2007. ينسب برايان ألفاريز ولانس ستورم من نشرة ريسلينغ أوبزرفر الإعلامية حيث ذكروا بأن الانتقال إلى تصنيف TV-PG نتيجة لمناشدة الشركة للرعاة. وصفت ليندا ماكماهون ، الرئيس التنفيذي لشركة WWE آنذاك، الانتقال بعيدًا من تصنيف TV-14 بأنه بداية الانتقال «من المهد إلى اللحد» لجذب المشاهدين الصغار وتشجيع الولاء للعلامة التجارية.
أعلن WWE رسميًا الانتقال إلى نسق TV-PG في 22 يوليو 2008. حيث تم إعتبار عرض Summer Slam 2008 أول عرض شهري مدفوع تحت النسق الجديد. وذلك لجذب المشجعين الأصغر سنًا، أصدر الشركة مجلة WWE للصغار في عام 2008،  وأقامت لأول مرة برنامج يسمي بعرض سحق السبت الصباحي التلفزيوني الصديق للأطفال في عام 2012 والذي تم إلغاءه في نفس العام.

## التغييرات في المحتوى

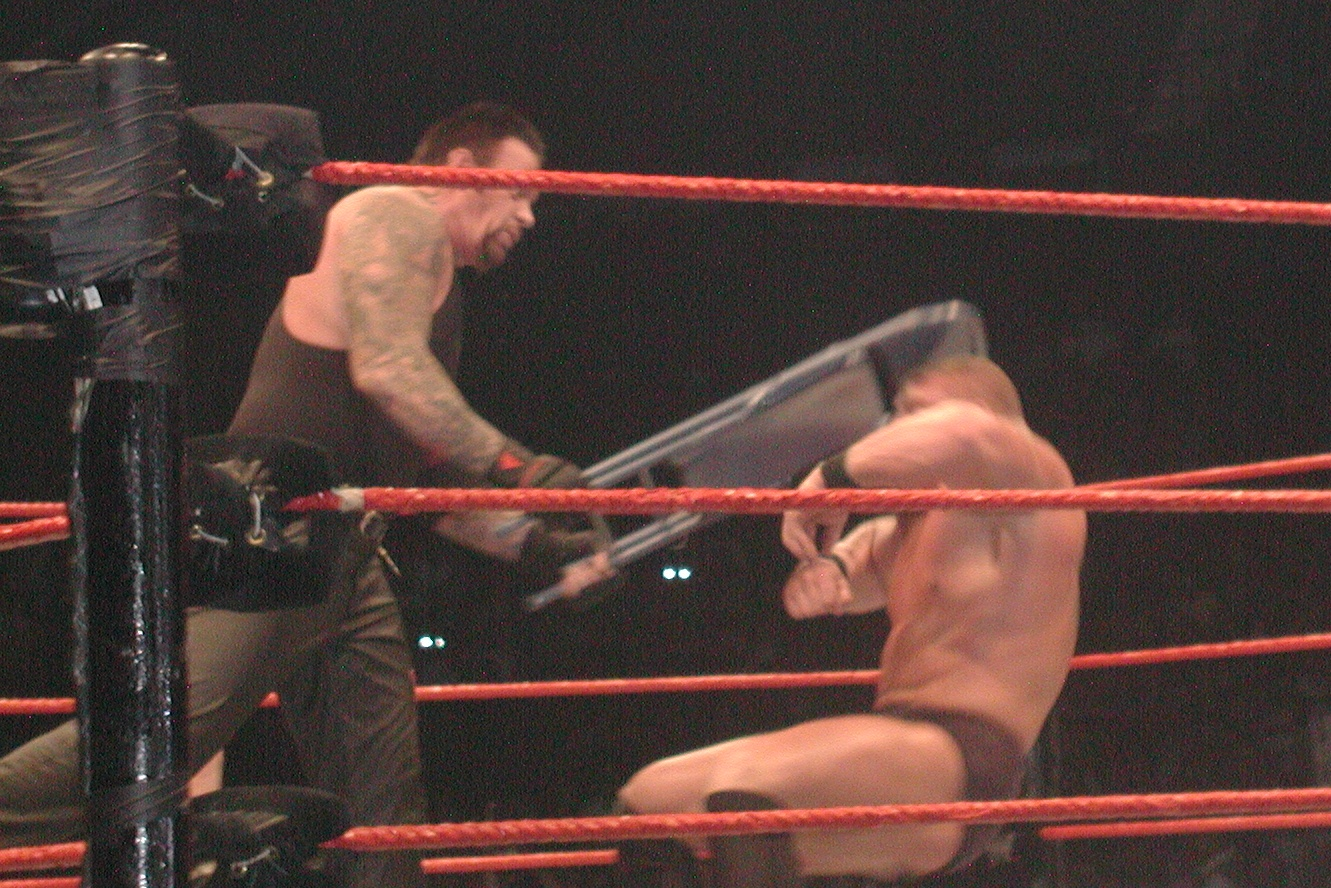
تم حظر ضربات الكرسي علي الرأس في حقبة البي جي

نظرًا لأن WWE تكيفت مع أسلوب أكثر ملاءمة للأسرة، فقد تم تغيير أو إسقاط العناصر الأساسية السابقة في برمجتها. تم تخفيف استخدام الألفاظ النابية.  مثال على ذلك كان عندما أعاد جون سينا تسمية ضربته القاضية من "fu" والتي عبارة وهي إختصاراً لكلمة " Fuck you " والتي تعني مارس الجنس معك.أو تعني الكلمة أيضا اللعنة عليك إلى «اتيود أتجاست مينت» التي تعني تغير السلوك أو تعديل السلوك أو تم تغيير أسم عرض دبليو دبليو أي الشهري من WWE One Night Stand إلى WWE Extreme Rules لتجنب الدلالات الجنسية. حيث المصارعات قد صارعن سابقًا في مباريات حمالة الصدر والسراويل الداخلية والعديد منهن كن يتم تصويرهن عاريات علي مجلة Playboy ولكن تم إلغاء كل هذا في عام 2008. كما تم تخفيف حدة العنف المفرط. أصبحت ضربات الكرسي علي الرأس نادرة بشكل متزايد بعد وفاة بينوا،  وتم حظرها تمامًا في عام 2010. في عام 2011 بعد مباراة تربل أتش وأندرتيكر في عرض WrestleMania 27 ، تم تغريمهما مبلغ كبير بسبب الضربات التي بالغا فيها باستخدام الضربات بالكرسي الحديدي علي الرأس، على الرغم من استقبال المباراة بشكل جيد من قبل الجماهير.
وسط انخفاض التصنيفات وإطلاق الاتحاد المنافس أول إليت ريسلينغ في عام 2019، تم الإبلاغ عن رغبة الشركة في الانتقال إلي حقبة جديدة لأن هذا النسق غير مناسب لظهور منافس بقوة الإيه إي دبليو. اعترف فينس ماكماهون بأن الاتحاد سيكون «أكثر حدة بعض الشيء، لكنه يظل في بيئة بي جي». وقال إن العرض الاتحاد قد «خرج من... الحماقات الدموية» وانتج «منتجًا أكثر تطورًا ورقياً».

## الوقائع المنظورة والنجوم
يعتبر اتحاد دبليو دبليو إي أن حقبة البي جي قد انتهت في عام 2013، وبدأت حقبة جديدة تسمي بالريالتي إيرا،  على الرغم من أن المدة الدقيقة للعصر متنازع عليها. تستمر العديد من المصادر في وصف الدبليو دبليو إي على أنها لا تزال في حقبة البي جي لأن معظم محتوياتها لا تزال مصنفة على أنها TV-PG. لأغراض هذه المقالة، سيتم تناول الأحداث فقط بين 2008-2013 في القسم. يتم تغطية حقبة الريالتي من 2013 حتّي 2016 ويتم تغطية حقبة الريالتي الجديدة منذ 2016 إلى الآن.

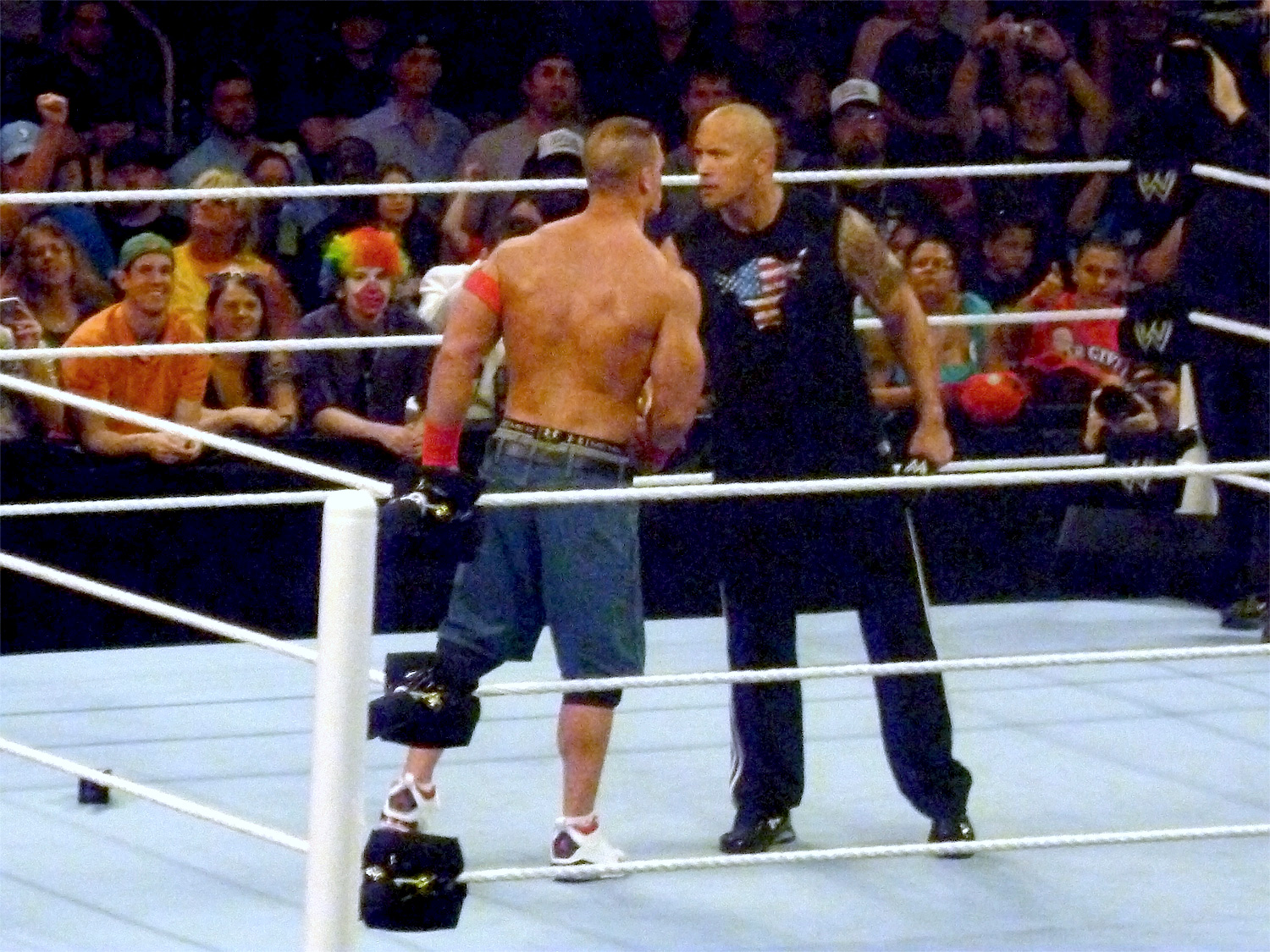
جون سينا (يسار) وذا روك (يمين) في حلقة 4 أبريل 2011 من الرو. كان لديهم نزاع متقطع عبر الأجيال بين 2011-2013 وأحداث WWE الرئيسية في WrestleMania 28 وWrestleMania 29 على التوالي.

قصارة تقرير تنص على أنه «ربما كانت السمة الأكثر مميزة في حقبة البي جي في اتحاد WWE اعتمادها على بطل محبوب». بينما كان جون سينا أكبر نجم في الشركة في ذلك الوقت، بينما كان من بين النجوم الكبار الآخرين خلال تلك الفترة راندي أورتن،  ري ميستيريو،  باتيستا وإيدج. وكثيرا ما وضعت الشخصيات البطولية ضد الأشرار مثل دولف زيجلر، جاك سواغر، مارك هنري، بيج شو، وذا ميز. استمر خريجو حقبة الأتيود أيرا في مثل الأندرتيكر وتربل إتش وشون مايكلز وكريس جيركو وغيرهم في الحصول على مباريات بارزة طوال هذا الوقت،  ذا روك وبروك ليزنر لمواجهة سينا. شهد هذا العصر رحيل باتيستا الأول في عام 2010،  وتقاعد شون مايكلز وإيدج في عامي 2010 و 2011 على التوالي.

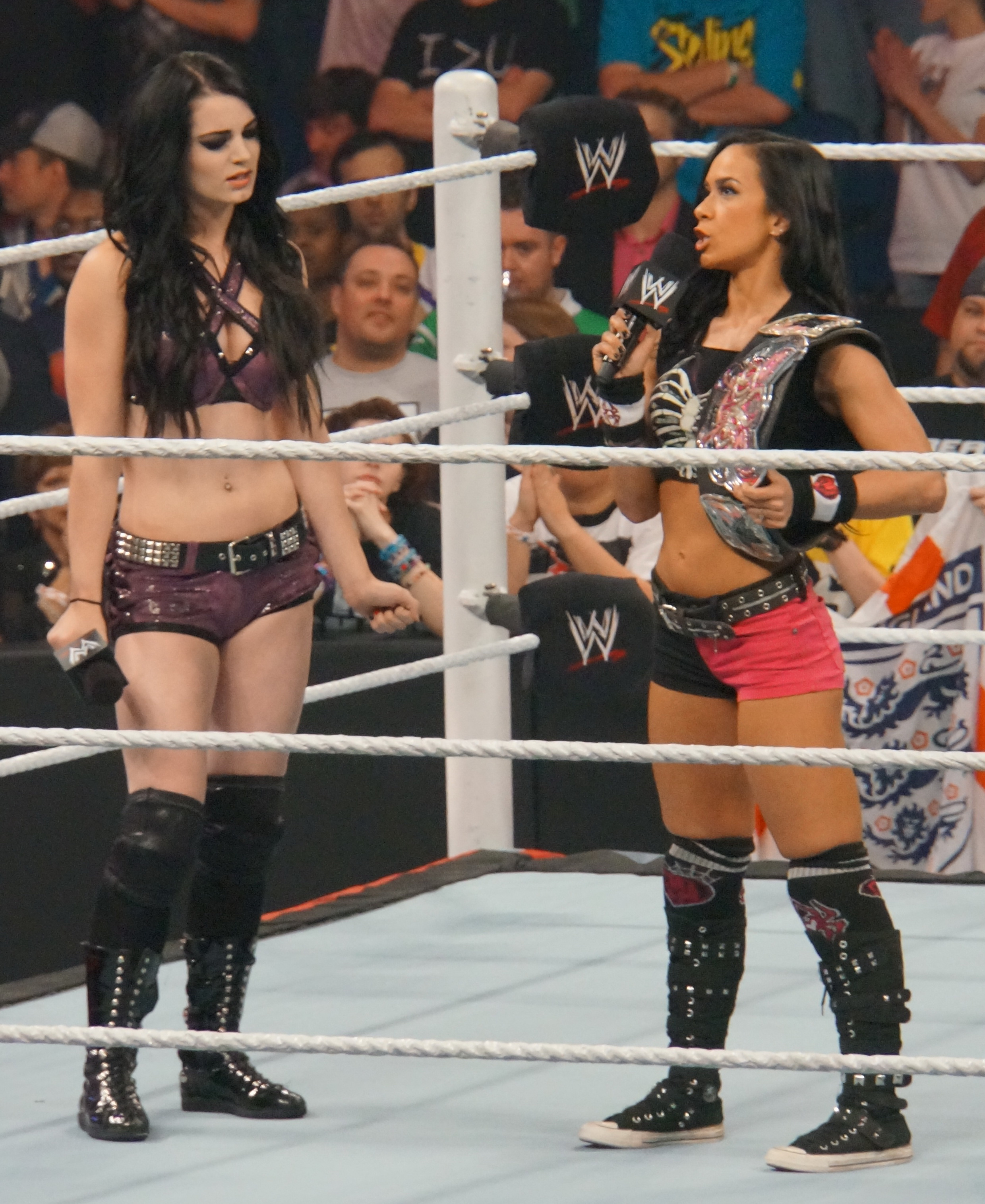
إيه جي لي وبايج من أبرز الأسماء النسائية التي ظهرت في الجزء الأخير من حقبة البي جي آيرا

لم تكن النساء جزءًا لا يتجزأ من هذه الحقبة وتم التعامل معها على أنها عرض جانبي خلال الأجزاء الأولى من العصر، على غرار الطريقة التي تم تقديمها في السبعينيات والثمانينيات. ومع ذلك، تم منح إيه جي لي وبايج ونيكي بيلا أهمية أكبر مع مرور الوقت ومهدوا الطريق للقيام بـ «ثورة الديفاز» في عام 2015.

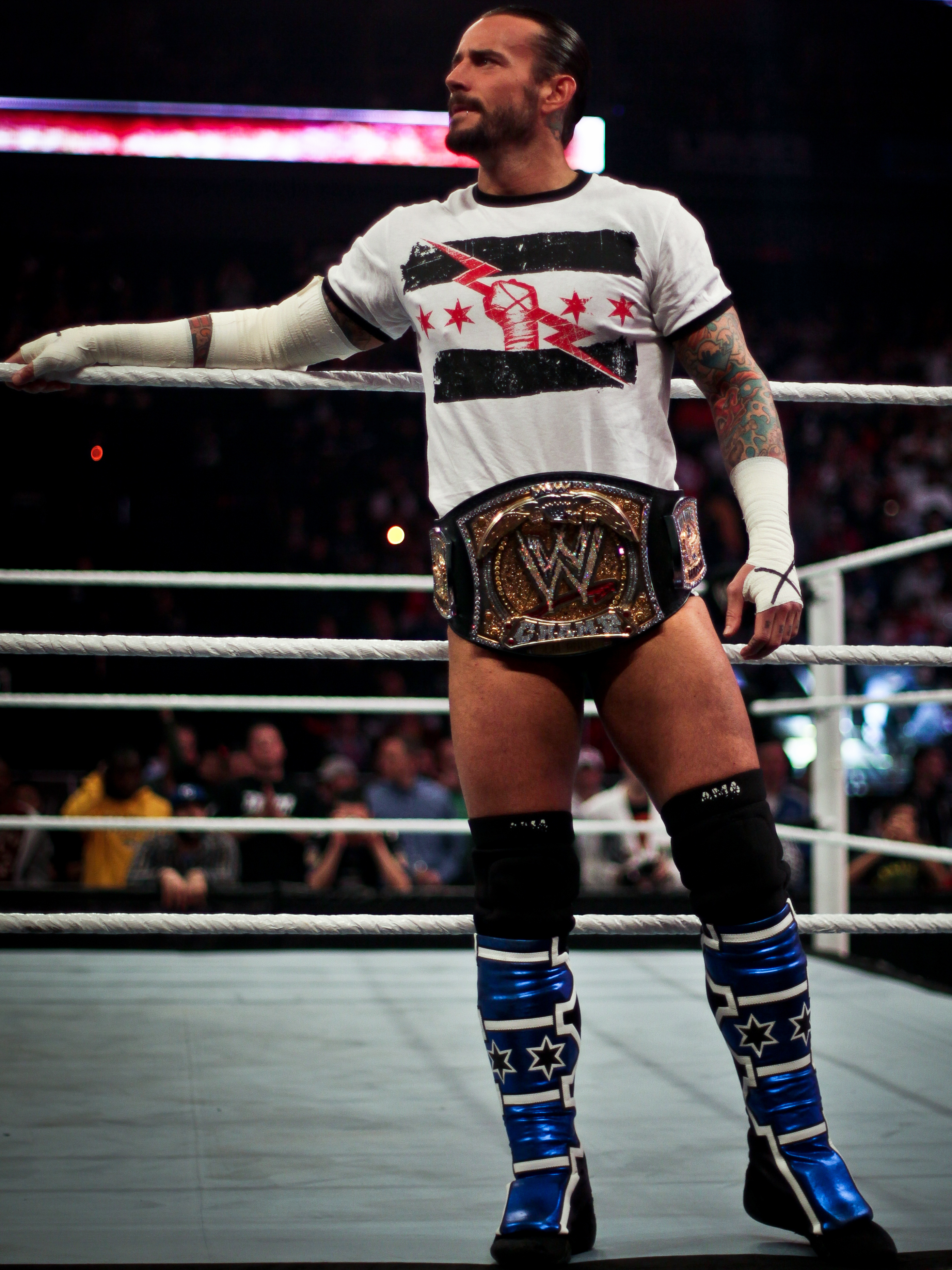
أصبح CM Punk أحد أشهر النجوم في تلك الحقبة، على الرغم من أن شخصيته كانت أكثر حدة من معظم الشخصيات التي تم مشاهدتها خلال هذا الوقت

خلال حقبة البي جي، فاز جيف هاردي ببطولة لإتحاد لأول مرة في مسيرته في عرض Armageddon 2008 . تم وصف عداءه اللاحق عام 2009 مع سي أم بانك بأنه «حقيقي بشكل صادم» بالنظر إلى عصر بي جي، حيث أشار بانك إلى إدمان هاردي للمخدرات في الحياة الواقعية. وبلغ التنافس بينهما ذروته في مباراة في SummerSlam ، والتي فاز بها بانك، وترك هاردي لاحقًا الاتحاد لينضم إلي اتحاد توتال نون ستوب أكشن ريسلينغ تي إن إيه. أصبح سي إم بانك «نجمًا كبيرًا» في صيف 2011 أثناء نزاعه مع سينا، وفي ذروته هزم سينا في بطولة WWE في عرض Money in the Bank وSummerSlam على التوالي في مباراتين تم استقبالهما جيدًا. خلال قصته مع سينا، أجرى بانك حوار قوي (يُعرف باسم البايب بومب Pipebomb)، بأسلوب بعيد عن محتوى البي جي. كتب Bleacher Report: «قلب بانك الشركة رأسًا على عقب لبضع سنوات قصيرة وأعطى المعجبين طعمًا لما يمكن أن يبدو عليه البديل للإتحاد المهووس بالمعلن.» 
ظهر نجوم المستقبل مثل ألبرتو ديل ريو ودانييل بريان ودرو ماكنتاير وعائلة وايت (براي وايت ولوك هاربر وإريك روان) وذا شيلد (رومان رينز ودين أمبروز وسيث رولينز) لأول مرة خلال هذا الوقت. تم إيقاف علامة ECW التجارية في عام 2010 واستبدلت بـ NXT ، والتي تعمل كعلامة تجارية تقوم بتدريب المصارعين وتصعيدهم للشركة. و فريق النيكسيس (وهو فريق بدأ في البداية من قبل 7 أعضاء أصليين من عرض NXT) ظهر بشكل كبير بين 2010-2011، حيث لاقي القرار بأن يقوم سينا بدفن الفريق بأكمله طوال فترة وجوده لقي انتقاد بشدة من قبل النقاد.

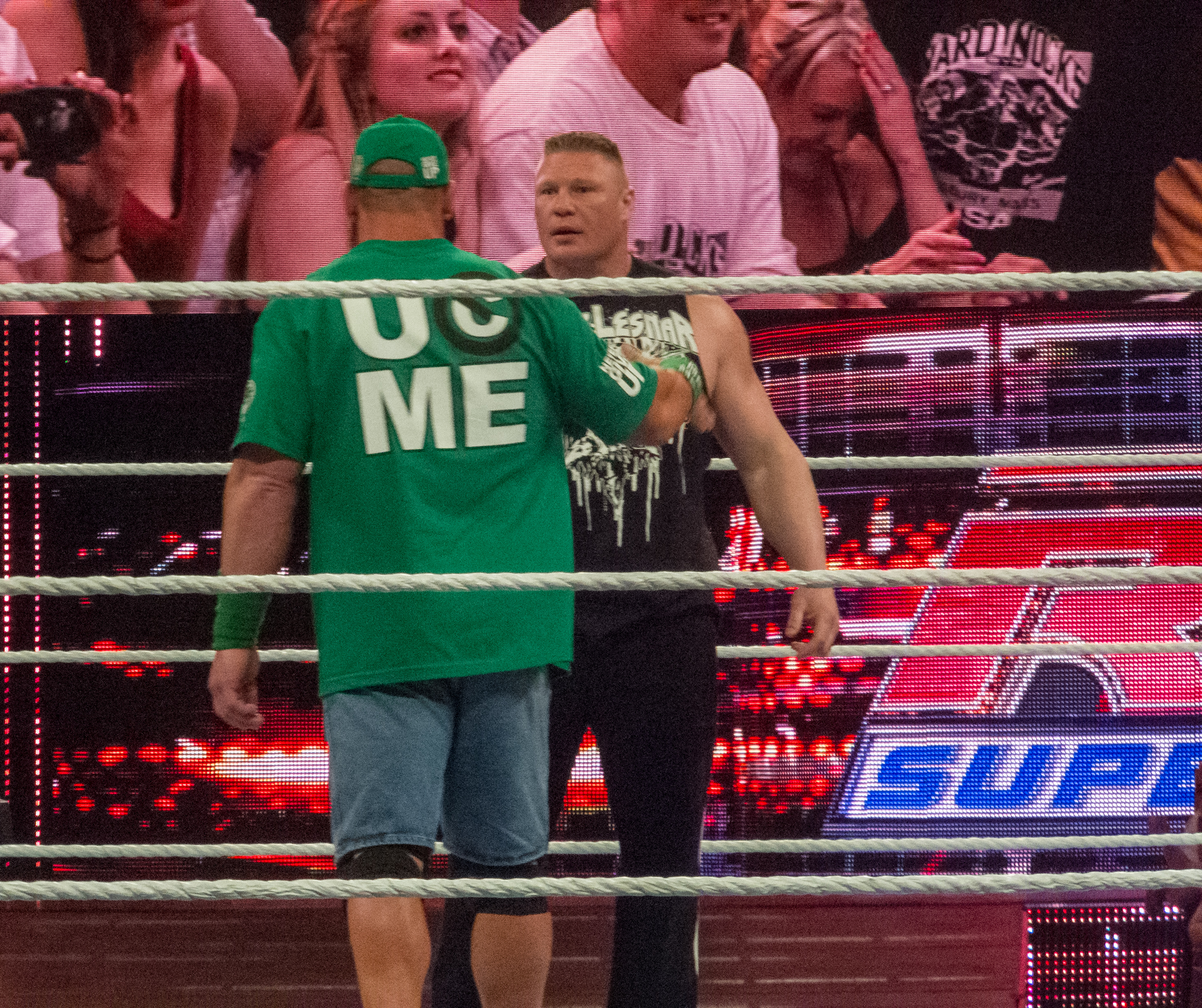
كانت مباراة بروك ليسنر مع جون سينا في Extreme Rules 2012 عنيفة بشكل غير عادي بالنسبة لعصر PG

Grantland الكاتب ديفيد شوميكر ان يكتب في حين بدأ الطريق نحو عصر الواقع مع «تمرد» سي إم بانك، بروك ليسنر جلبت «عهد جديد من المصارعة الشرعية» عندما عاد في عام 2012. أشار إليه بول هيمان مدير ليسنر الذي يظهر على الشاشة، على أنه «أكثر مصارع لا ينتمي لهذه الحقبة يصارع في حقبة البي جي»  وأدى العنف في مباراة العودة مع سينا في Extreme Rules 2012 إلى حصول PPV على تلفزيون- 14 تقييم على iTunes. بينما تعتبر دبليو دبليو إي أن الريالتي آيرا قد بدأت في 2014 ؛  كتب Shoemaker أن الريالتي آيرا وصلت إلى ذروتها مع صعود براين في ذلك العام،  لكن Comicbook.com تعتبر نهاية عصر البي جي قد حدثت عندما ترك سي أم بانك الشركة بعد Royal Rumble 2014 و Joe Nguyen من The Denver Post يعتقد أن فوز سيث رولنز على ليزنر في WrestleMania 31 أنهى عصر عصر البي جي. خلال عام 2015، بدأ جون سينا ببطء في الانتقال إلى دور بدوام جزئي وبدأت الدبليو دبليو إي في محاولة تأسيس رومان ريتو كالوجه الجديد للشركة، والتي تلقت استقبالًا مستقطبًا من المعجبين والنقاد.

## استقبال

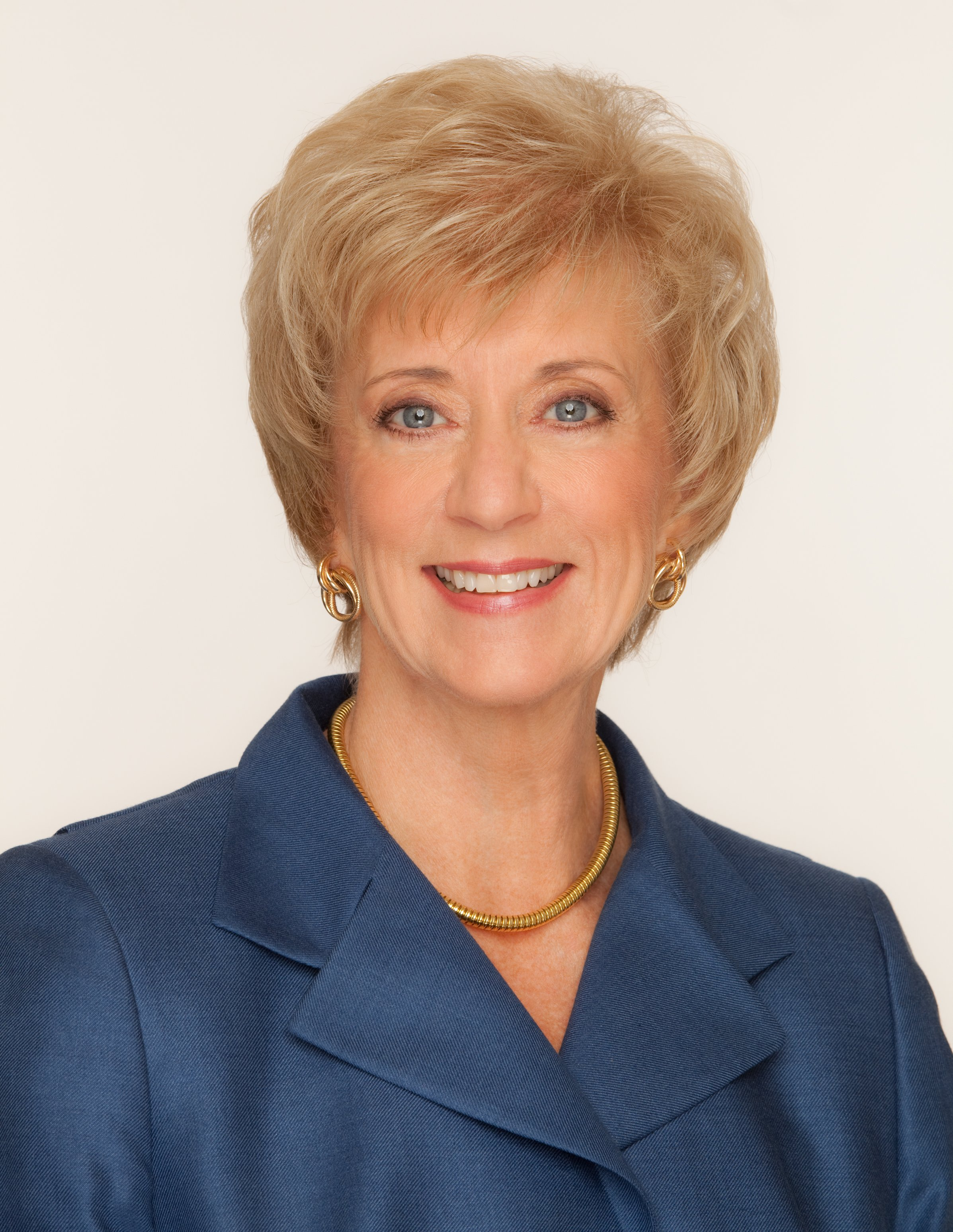
نوقش الانتقال إلى البرامج الملائمة للأسرة على نطاق واسع خلال حملة ليندا مكماهون في مجلس الشيوخ لعام 2010

تم تمييز الانتقال إلى برمجة TV-PG على أنه أكثر قرارات WWE إثارة للجدل بين عشاق المصارعة. أدى الانتقال إلى TV-PG إلى قيام بعض المعجبين بدعم منافسي WWE ،  مع تعليق كاتب Pro Wrestling Torch جيمس كالدويل أن برمجة WWE تبدو مثل Barney & Friends أو Blue's Clues عند مقارنتها بأقرب منافسيهم في ذلك الوقت، Total Nonstop Action Wrestling . أرجع باتيستا رحيله عام 2010 إلى عصر PG ، وقال إن المصارعة كانت «في لحظة سيئة» خلال تلك الفترة.
كما تم انتقاد الوقائع المنظورة خلال عصر PG Era. كتب Inside Pulse أن الشخصيات تمت كتابتها بشكل أفضل خلال Attitude Era وتم تقديم كل عرض على أنه أكثر أهمية. رداً على ادعاءات فينس مكماهون بأن العروض الحديثة أكثر «تعقيداً»، قال كاتب صحيفة «سينتينل ديلي» ديل إي أراغون: «يجب على أي شخص أن يقول ذلك للجمهور». تساءل الكاتب السابق في WWF فينس روسو عما إذا كان مكماهون يشاهد العروض ويقارن جزءًا منها بشارع سمسم.
على الرغم من الإشارة إلى أن هذه الخطوة لم تكن تحظى بشعبية لدى بعض المعجبين، إلا أن Bleacher Report اعتبرت أن هذا هو الشيء الصحيح الذي يجب فعله نظرًا للأوقات المتغيرة، حيث كتبت: «العالم أكثر صحة من الناحية السياسية، والآباء أكثر حرصًا بشأن ما يشاهده أطفالهم والمعلنون أقل على استعداد لدعم العلامات التجارية المثيرة للجدل». بعد فترة وجيزة من الانتقال، قال الكاتب جيم فارسالوني في ميامي هيرالد إن التغييرات في البرمجة كانت دقيقة للغاية بحيث لا يلاحظها المشجعون العاديون وأنه لم يتلق شكاوى من المعجبين. WWE Hall of Famer دعم Ted DiBiase الانتقال إلى TV-PG لأنه القس المسيحي ولم يستمتع بالبرامج الشريرة. دافع Triple H أيضًا عن PG-Era ، مشيرًا إلى أن القصة يجب أن تكون جيدة، بغض النظر عن التصنيف.
أصبح الانتقال إلى TV-PG موضوعًا للجدل خلال حملة ليندا مكماهون في مجلس الشيوخ لعام 2010 . اتهم السناتور الأمريكي كريس دود مكماهون بمحاولة إبعاد نفسها عن المصارعة المحترفة،  بينما قالت سوبرستار بيلي جراهام إن الانتقال إلى البرمجة الملائمة للأطفال قد تم حتى تكون مرشحة أكثر جاذبية. أنكرت WWE هذه الادعاءات، مشيرة إلى أن الانتقال لعام 2008 إلى TV-PG حدث «قبل وقت طويل من إعلان مكماهون عن ترشحها».

## روابط خارجية
- موقع WWE الرسمي